# Montpensier, Puy-de-Dôme
Montpensier là một xã trong tỉnh Puy-de-Dôme, thuộc vùng hành chính Auvergne-Rhône-Alpes của nước Pháp, có dân số là 315 người (thời điểm 1999). Montpensier nằm ở phía đông-bắc của Aigueperse.

## Nhân khẩu học
| 1962 | 1968 | 1975 | 1982 | 1990 | 1999 |
| ---- | ---- | ---- | ---- | ---- | ---- |
| 231  | 235  | 231  | 255  | 327  | 315  |